# ℃-uteコンサートツアー 2013春 〜トレジャーボックス〜
『℃-uteコンサートツアー 2013春 〜トレジャーボックス〜』（キュートコンサートツアー2013はる トレジャーボックス）は、℃-uteのコンサートツアー。映像ソフトはDVD版が2013年9月4日に発売されたアルバム『⑧ Queen of J-POP』の初回盤Aにセットされ、単品では同年9月25日にBlu-ray版のみ発売された。発売元はzetima。

## 出演
- ℃-ute（矢島舞美、中島早貴、鈴木愛理、岡井千聖、萩原舞）
  - バックダンサー：ハロプロ研修生（田辺奈菜美、吉橋くるみ、室田瑞希、加賀楓[注釈 1]）
  - オープニングアクト：Juice=Juice（4月20日、6月29日）、 田﨑あさひ（5月12・25日、6月16日）

## 日程
6月29日は夜公演のみ、他は全会場1日2公演。
- 4月20・21日 ： 神奈川・ハーモニーホール座間大ホール
- 4月28日 ： 東京・中野サンプラザ
- 5月6日 ： 宮城・イズミティ21大ホール
- 5月12日 ： 神奈川・よこすか芸術劇場大ホール
- 5月18日 ： 大阪・NHK大阪ホール
- 5月25日 ： 東京・五反田ゆうぽうとホール
- 5月26日 ： 名古屋・日本特殊陶業市民会館フォレストホール

追加公演
- 6月16日 ： 大阪・NHK大阪ホール
- 6月23日 ： 福岡・福岡市民会館大ホール
- 6月29日 ： 神奈川・パシフィコ横浜国立大ホール

## Blu-ray
『℃-uteコンサートツアー 2013春 〜トレジャーボックス〜』（2013年9月25日）
1. OPENING
2. Crazy 完全な大人
3. SHOCK!（メンバー紹介）
4. MC
5. 悲しき雨降り
6. 私は天才（歌：中島早貴・萩原舞）
7. 地球からの三重奏（歌：矢島舞美・鈴木愛理・岡井千聖）
8. MC
9. この街
10. ハエ男
11. MC（ソロ歌唱抽選→お宝自慢私の宝物コーナー）
12. 好きすぎて バカみたい（歌：岡井千聖）
13. メドレー（桜チラリ→Bye Bye Bye!→ディスコ クイーン→世界一HAPPYな女の子）
14. 夢があるから
15. MC
16. まっさらブルージーンズ（2012神聖なるVer.）（歌：ハロプロ研修生）
17. いざ、進め! Steady go!
18. ザ☆トレジャーボックス
19. MC
20. EVERYDAY 絶好調!!
21. ひとり占めしたかっただけなのに
22. 誰にも内緒の恋しているの
23. MC
24. 僕らの輝き
25. Midnight Temptation
26. Kiss me 愛してる
27. 超WONDERFUL!
28. 都会っ子 純情（2012神聖なるVer.）
29. ENCORE：Danceでバコーン!
30. ENCORE：MC
31. ENCORE：アダムとイブのジレンマ
32. ENCORE：青春ソング
33. ENDING

特典映像
開演前に収録。
1. 雨（歌：矢島舞美）
2. 輝け!放課後（歌：中島早貴）
3. 通学ベクトル☂（歌：鈴木愛理）
4. 都会のネオンが驚くくらいの美しさがほしい（歌：岡井千聖）
5. 行け!元気君（歌：萩原舞）